# Consejo de los 24 nobles electores Incas del Cusco
El Consejo de los 24 Electores Incas del Cuzco fue una institución del Virreinato del Perú por el que miembros de la Nobleza incaica estaban reunidos para elegir un cabildo de indios, el Alférez Real de los Incas, que pudiera representar el interés de las comunidades indígenas (pueblo llano y nobleza) en el Cuzco colonial, así como para apoyar la Evangelización católica de América, sirviendo de nexo entre el Estado virreinal y los pueblos indígenas (aillu). Fue reconocido por su alta devoción al catolicismo, denominándose a sí mismos como "Incas católicos" y participando frecuentemente en las festividades religiosas de la Iglesia católica e incluso participando dentro del clero, además que se ganaron fama de ser fuertes partidarios de la legalidad del dominio político del Imperio español en El Perú y Sudamérica, siendo altamente leales a la autoridad del rey de España, al que reconocían como su soberano durante toda su existencia, aportándole suministros económicos y contingentes humanos a las autoridades realistas contra sus enemigos de la Corona.

## Miembros
El Consejo estaba integrado por 24 nobles Incas católicos que pertenecían a la Casa Real Hurin Qosqo y Hanan Qosqo. Se admitía a 2 miembros de cada panaca y aillu real que estuviera relacionado con los 12 emperadores incas que precedieron a Atahualpa (cuya panaca fue excluida por presión de los huascaristas, así como la panaca de los Incas de Vilcabamba por presión del virrey Francisco de Toledo), en base al registro de Pedro Sarmiento de Gamboa sobre la genealogía incaica. Estos nobles lo eran por sangre y tradición, no eran titulados como los nobles de Castilla (aun así, ambas noblezas se consideraban hermanadas).
Cabe aclarar que, desde el siglo XVI, existía una rivalidad interna entre los Incas, más allá de la ya conocida fracción entre huascaristas y atahualpistas, había otra división entre los Incas del Cuzco y los Incas de Vilcabamba, cuyas diferencias no se acaban con la muerte de Tûpac Amaru I en 1572, sino que se mantuvieron durante los siglos siguientes. Mientras que para los herederos de Huáscar, Toparpa, Paullo Inca y otros Incas de la ciudad, su linaje era el que tenía el mayor estatus y rango dentro del sistema nobiliario indo-hispánico de la República de indios, no lo era así para los descendientes de Manco Inca, puesto que para ellos sus antepasados habían sido aquellos rebeldes con quienes la Corona había firmado tratados y capitulaciones, donde se les reconocía la "primogenitura imperial", y fueron estos mismos quienes en su momento desconocieron que Atahualpa, Huascar, Toparpa o Paullo tuvieran legitimidad como soberanos del "Imperio del Pirú" por haber usurpado el poder por la Guerra civil incaica, o haber sido puestos por los españoles.

## Historia

### Antecedentes
Hubo miembros de la Casa real incaica que apoyarían a los españoles en la Conquista del Imperio incaico, como Túpac Hualpa, Manco Inca o Paullu Inca. Esto se debió a que los Conquistadores españoles buscaban pactos de alianza con la Nobleza incaica en medio de la guerra entre Huáscar y Atahualpa, logrando que los capac inca acepten servir al rey Carlos I de España a cambio de salvación y protección frente a los terribles abusos que se cometieron por la Guerra civil incaica. A su vez, se deseaba convertir a los emperadores incas a la fe católica, para que a su vez el resto de sus súbditos le siguieran los pasos. Con Paullu Inca, bautizado por Juan Pérez Arriscado (de la orden de San Juan), se logró tal cometido y varios nobles prosiguieron en convertirse al catolicismo, como García Cayo Topa, Felipe Caro Topa, Juan Paccac o Pascac, Juan Sona, etc. Varios de estos incas católicos promoverían la construcción de ermitas y parroquias para ayudar al proceso de evangelización. Así, existió una nobleza indígena colaboracionista a la monarquía española y la iglesia católica, estos nobles indígenas que colaboraron con los españoles de un modo u otro (aceptando así todas las requerimientos exigidos) lo hicieron con la esperanza de que la Corona les otorgue la libertad y autonomía del que habían sido privados por los últimos Incas, en tanto que otros querían conservar su estatus y privilegios en el nuevo sistema virreinal. Así mismo hubo un grupo de caudillos indígenas que buscaron ascender socialmente o que se les reconozca un estatus del que no habían gozado en el pasado, pero que ellos se atribuían ante los conquistadores españoles. En cuanto a la nobleza incaica, se les reconoció privilegios a los descendientes de Huascar, Paullu Inca, Huayna Cápac, Túpac Yupanqui, entre otros, quienes contribuyeron con la conquista y pacificación de territorio en favor de la Corona.

"Algunos naturales de las Indias eran en tiempo de su infidelidad caciques y señores de pueblos, y porque después de su conversión a nuestra santa fe católica, es justo que conserven sus derechos, y el haber venido a nuestra obediencia no los haga de peor condición."
Felipe II, 1557

Sin embargo, Manco Inca, debido a agravios recibidos por los españoles, terminó provocando una rebelión y forjó su propia línea de sucesión al trono inca, a través de los Incas de Vilcabamba, quienes, por medio del Estado neoincaico, le declararon la guerra a la Monarquía Hispánica. Pese a ello, virreyes del Perú como Pedro de la Gasca, Andrés Hurtado de Mendoza y otros buscaron integrar a esos reductos incas al área de colonización española con el fin de que pudieran controlarlos y terminar las revueltas, logrando una reconciliación. Siendo así que, el 5 de enero de 1558, el joven soberano, Sayri Túpac, recibió una majestuosa acogida por parte del virrey Hurtado de Mendoza en la ciudad de Lima, en el que acordaron que: A cambio de recibir y reconocérsele propiedades prometidas por los españoles (mayormente en el Cusco), renunció a sus derechos como soberano del Tahuantinsuyo, en favor de trasladar tales derechos (de ser sucesor de Atahualpa) al rey Felipe II de España y a sus sucesores de la Corona de Castilla, en una aplicación de Translatio imperii, donde los reyes de España, a partir de Carlos I de España, serían legítimos sucesores de los Sapa Inca como reyes del Perú. Aunque se reanudaría la guerra hispano-inca con su sucesor Titu Cusi Yupanqui, se reafirmaron los términos con el Tratado de Acobamba, por el que aceptaba el Inca ser vasallo del rey Felipe II, solo en la medida de que este cumpliera con el trato, y este a su vez reconocía su título de Inca.

«En remuneración y recompensa de los Reynos del Perú, por la cessión, y renuncia expontania, que mis Reales pasados hicieron de ellos, en obsequio de la Real Corona de Castilla».

Con la llegada del virrey Álvarez de Toledo se daría un proceso de reorganización que afectará también a la nobleza indígena cristiana en general, dándose la caída de los "cacicazgos ilegítimos" instaurados por los llamados "conquistadores y encomenderos". Esta elite indígena había alcanzado el poder en ciertas regiones por haber ayudado como jefes militares y colaboradores políticos a los primeros españoles en sus empresas de conquista, y habían logrado prolongar su mandato hasta la década de 1560, siendo “los mandoncillos caciques” denunciados muchas veces por los mismos indios ordinarios a causa de sus malos tratos. También se quiso verificar la procedencia de algunos "incas de privilegio" y abolir los títulos de quienes se presentaban con engaños que eran nobles indígenas. Álvarez de Toledo se encargó durante su gobierno de neutralizar a toda la elite indígena que supusiesen un peligro ya sea presente o futuro para el gobierno español y para la Corona, por lo que muchas veces tuvo que recurrir a métodos arbitrarios que le hicieron ganarse la enemistad o antipatía de este sector de poder. El objetivo del virrey era tener a autoridades indígenas fieles a las disposiciones del gobierno, y así lo consiguió. Los nobles Incas del Cuzco fueron reducidos en parroquias y fueron obligados por el virrey Álvarez de Toledo a pagar tributo juntamente con los yanaconas o hatunrunas, aunque lograron ser eximidos de tributar luego de protestar. Por otro lado, se ejecutó a Túpac Amaru I tras una última declaración de guerra, sin embargo su panaca de Sayri Túpac negocio su rendición con la Corona a cambio de privilegios, logrando ponerse en práctica de una vez la capitulación de 1558. El virrey Álvarez de Toledo llegó a solicitar que la descendencia principal de los Incas de Vilcabamba, Ana María de Loyola Coya Inca, debía de ser enviada a España, impidiéndosele retornar al Perú. Con ello, la Orden jesuita se volvió un fuerte defensor de la legitimidad incaica dentro del Imperio español, partidarios de una política indigenista en el que se relataba a los Incas como los "señores naturales" de los Reinos del Perú, cuyos privilegios no podían ser eliminados por la conquista española; siendo un ideario político en pugna contra la visión promovida por los Regalistas (defendida por Toledo o el Inca Garcilaso de la Vega) en el que se veía a los Incas como violentos tiranos que usurparon las tierras e instituciones de los demás pueblos indígenas en contra de su voluntad durante las expansiones del Imperio inca, y por el cual el rey de España había venido a dar orden. Posteriormente, el virrey Toledo ordenó la realización de la primera Genealogía Inca, con base en las tradiciones orales y otras probanzas de las panacas, para preservar su historia y lograr una legitimidad política ante los Indios.

### Funciones
Fue una institución virreinal que se prefiguraría con una Real Cédula del 9 de mayo de 1545, durante el reinado de Carlos I de España de la Casa de Austria (quien adoptó el título de XV emperador del Perú, en el que reconocía a los 14 incas previos también como reyes del Perú, siendo él su sucesor por Translatio imperii) con la creación del Alférez Real de los Incas, otorgándosele tales honores a Cristóbal Paullu Inca, siendo su elección de este alférez a cargo de los descendientes de la panca de Huayna Cápac. En 1570, se concedió a los indígenas el honor de elegir un Alférez real, sobre todo a los nobles incas presentes en el Cusco tras la visita general del Virrey Toledo; sin embargo, se presentó una situación de conflicto y desorden entre los nobles incas a la hora de hacer el sufragio. Posteriormente, por consejo de Agustín Jara de la Cerda (Juez de naturales) se dispuso en 1595, durante el gobierno de Felipe II de España, que cada una de las panacas fuese representada por 2 electores y que todos constituirían un Cabildo de Indios Nobles, que estuviera compuesto de 24 electores, quienes nombrarían mediante sufragio a un Alférez Real para la festividad de Santiago Apóstol, patrón de España. Inspirado en el Consejo de los Príncipes electores del Sacro Imperio Romano Germánico, se formaría el Consejo de los 24 nobles electores Incas del Cusco. Este Consejo era la máxima institución incaica del Virreinato del Perú, gozaba de gran prestigio entre los nobles indios y estaba reconocido por el gobierno español, quienes se referían a ellos como alteza. Según Donato Amado, se inspiraron en el Cabildo de los 24 de los Ayuntamientos de Sevilla, Córdova y Andalucía en el Antiguo Régimen de España.

"El alferazgo real de los incas, según la propia versión de los nobles incas, fue establecido en recompensa por la participación de sus ancestros en favor de la conquista y pacificación del Perú. En la Real Cédula del 9 de mayo de 1545, la propia Corona estimula a los nobles incas a elegir Alférez Real entre los que son de la estirpe de los incas"
David Cahill, XXI

El Consejo, de gran prestigio entre la República de Indios, tenía entre sus funciones ayudar con la evangelización de los indios, proteger a los indios, mantener la tradición católica de las 8 parroquias del Cuzco y mantener la memoria viva de sus antepasados Incas. También se encargaban de elegir al Alférez Real de los Naturales (miembro más distinguido del Consejo vigente, quien por un corto periodo tenía el honor de poder lucir las indumentarias del Sapa Inca, como el llauto, mascapaicha, unco, etc) cada 24 de junio y de ese modo presidir festividades importantes como la de la Virgen de la Descensión, Corpus Christi y del Apóstol Santiago (del que según la tradición, salvo a los españoles frente al ataque de Manco Inca en el Cerco de Lima). El Alférez Real encabezaba la procesión del Corpus Christi en el Cuzco y otras festividades importantes, llevando el estandarte real del rey de las Españas y Las Indias (por una cara, estaba el escudo de Carlos I, y en la otra, Santiago Apóstol a caballo), le seguían los miembros del Consejo y detrás de ellos los nobles indígenas de menor rango. La festividad del Corpus en el Cuzco permitía a los nobles indios el reafirmar su identidad indígena, junto a su abolengo de las 12 panacas. También el Alférez Real recibía un bastón (champi con la imagen del Sol) de Varayoc, como alcalde de indios, además de recibir el título de «alguacil de la corona», recibiendo un reconocimiento de hidalguía que era hecho «a la manera de los caballeros de Castilla», siendo simbólico que portase una espada, algo propio de los nobles, que tenían el derecho a portarla. El título de Alférez era de la España medieval, teniendo una función militar, la segunda persona tras el general. Entre la ciudad, tenían voz y voto, así como una influencia política similar a los regidores.

“que ellos tenían de costumbre de muchos años a esta parte sacar el estandarte real el día del Señor Santiago de las casas del cabildo en compañía del que sacan los caballeros españoles y en la Iglesia Mayor tenían asiento aquel día a la mano izquierda en razón de la nobleza de los Ingas, y para sacar el dicho estandarte se juntaban a lo elegir uno de los descendientes de los Ingas y más noble y que acostumbraban poner en la cabeza una insignia que llaman mascapaicha en un cucho llauto como lo traían los dichos Ingas sus antepasados”.
Donato Amado, 2017

El poder de esta familia Inca era de tal magnitud que muchos de ellos (por no decir todos) ocuparon cargos virreinales de gran importancia local (como las alcaldías y alferazgos), prestaban servicios en la Milicia del Cuzco y en otras milicias provinciales (ya sea como suboficiales u oficiales) e incluso tenían la potestad de declarar la guerra, siempre que cumplieran con su deber y obligación al servicio de la Corona. A su vez, recibieron la condecoración del Toisón de Oro a perpetuidad, se les concedió el derecho de administrar tribunales, concejos y cabildos por todos sus dominios, además de tener una corte, con sus correspondientes consejeros. Con dicha autoridad, privilegios y riquezas, llegarían a mantener sus palacios, así como manejar los negocios más importantes de la economía virreinal.
Muchos integrantes de este Consejo inclusive viajarían al Viejo Mundo, casándose con familias de la alta realeza europea. Es por ello que incluso todavía se podría encontrar descendientes Incas en Europa, como la Casa de Loyola (familia de Ignacio de Loyola), la Casa de Borja (familia del papa Alejandro VI o Francisco de Borja), la Casa de Javier (familia de Francisco Javier) o la mismísima familia real española. Además, varios miembros de estas 24 familias llegarían a participar en las Cortes españolas, como Dionisio Inca Yupanqui.

### Decadencia
Inicialmente sus miembros eran cuidadosamente admitidos por los funcionarios de la dicha institución, en los siglos XVI y XVII. Los nobles indígenas “arribistas” eran rechazados en el acto. El proceso era muy riguroso (siguiendo estrictamente los lineamientos toledanos), pues, para los reyes españoles, los "reyes del Tahuantinsuyo", por ser reyes de un vasto imperio, estaban a su mismo nivel, y por ello debían ser tratados como reyes, en tanto que se legitimaba así el Translatio imperii de los Reinos del Perú hacia la soberanía española.
Pero, desde principios del siglo XVIII, la institución entra en decadencia y aparecen actos irregulares internamente, llegando al punto de admitir a personajes de dudosa procedencia (con tal de obtener los beneficios de no pagar impuestos), algo que señalaran como argumento Mata Linares y Francisco de Croix-Heuchin para abolir y limitar esta institución, a la que comparaban con el Sacro Imperio Romano Germánico (considerado por ellos como ineficiente).

“que estos indios Principales comercian los títulos de Ingas y demás derechos Reales haciéndolos nobles a quienes tuviesen por amigos sin maior reparo”.
Mata Linares, 1784

En la década de 1770, decidieron apoyar a Don Diego Felipe Betancur en su disputa judicial contra José Gabriel Condorcanqui (Túpac Amaru II), admitiéndole en el Consejo. En el año de 1780, los miembros del Consejo le declararon la guerra a José Gabriel Túpac Amaru, declarándose leales y fieles vasallos de Su Majestad Don Carlos III, nuestro Rey y Señor Natural. También fueron enviados los capitanes Don Pedro Apu Sahuaraura Inca, Don Diego Cusi Guaman, Don Pedro Inca Roca, Don Ambrosio Chillitupa a combatirlo contra su Gran Rebelión, incluso muriendo el primero (junto a muchos de sus soldados indígenas) en defensa de la Corona española durante la Batalla de Sangarará. Se estima que tras estallar la rebelión en 1780, un aproximado de más de 20 caciques-gobernadores incásicos y más de 60 nobles Incas lucharon contra los rebeldes, integrando la Compañía de Indios Nobles Patricios del Cuzco, así como financiando las campañas militares con su inmensa fortuna. Los motivos fueron que Don José Gabriel Túpac Amaru se proclamó públicamente como el "único Inca de Sangre Real”, "descendiente de Sangre Real" y afirmando se parte del único Tronco Principal de los Reyes Incas que gobernaron estos Reinos del Perú, atribuyéndose así la primogenitura, además de exigir a todos los caciques e indios nobles que le rindan obediencia y vasallaje, mientras que hacía ostentación de las insignias de los Sapa Incas que en el virreinato solo podían ser usados por los 3 representantes (alférez real, alguacil Mayor y alcalde mayor) del Consejo. Estas afirmaciones muy osadas fueron notadas por los Incas del Cuzco y provocaron gran malestar entre la nobleza incaica, especialmente entre los miembros del Consejo de los 24 Electores Incas ante lo que era visto como un advenedizo y usurpador. Esto era debido a que para ellos era inaceptable que alguien, no perteneciente a su círculo social legítimo, se atribuyera tales categorías y títulos, porque, desde su perspectiva, solo ellos tenían el permiso y la facultad (en nombre de la Corona de Castilla) para reconocer la nobleza y legitimidad de un descendiente de los Sapa Incas y reyes incas de la antigüedad, por lo que se amenazaba el orden natural del virreinato, donde el único rey inca es Carlos III de España. Los miembros del Consejo acusarían a Túpac Amaru II de ser un "usurpador, impostor y farsante" por su afrenta personal y traición a la Corona, a tal punto que llegaron a omitir que en 1715 habían admitido a su tío abuelo, Bartolomé Túpac Amaru, como representante del linaje de Huayna Capác. A su vez, el aura mesiánica con el que se presenta Tûpac Amaru en 1780, en un contexto donde aún se esperaba la aparición del rey inca de las profecías del Inkarri (quien habría de rebelarse contra los españoles y expulsarlos del Perú con todo su legado, incluido la religión), generó que este mesianismo de Tûpac Amaru fuera percibido como "paganismo" e incluso como una "apostasía", dónde Túpac Amaru quería asemejarse o igualarse a Jesús, el Cristo, algo inaceptable para los encargados de garantizar y procurar la "correcta evangelización de los indios", siendo defensores genuinos de la cristiandad. Y sería en este contexto donde algunos miembros del Consejo deciden mostrar su apoyo a Diego Felipe Betancur, quién era enemigo legal de Túpac Amaru, no porqué en si reconocieran a los Betancur como herederos legítimos del soberano Túpac Amaru I, sino que estaban impulsados por este odio y resentimiento hacia alguien (J. G. Tûpac Amaru, del que no tenían ni un vínculo ni habían oído hablar de él) que había desconocido su autoridad y legitimidad como institución. No ayudo que, en 1781, Tupac Amarú II cuestionará la legitimidad de los nobles y caciques enemigos, llegando a plantear la abolición de este sistema señorial en beneficio de los indios tributarios, acusando a estos (adversarios) de ser parte de la corrupción, "mal gobierno" y de ser partícipes de los abusos. Se ordena que todo indio noble y cacique enemigo sea ejecutado sumariamente, y sus propiedades sean confiscadas en beneficio de la causa rebelde. Aquello causa más miedo a los Incas del Cuzco por ser un intento de Genocidio.
Sin embargo, la existencia de una facción nacionalista neo-inca, que, a través de memorialistas y voceros, hacían conspiraciones contra el Absolutismo borbónico, ayudó al desarrollo de una paranoia colectiva entre los funcionarios del rey en el que se dudaba de la lealtad de los nobles incas, acusando que, por tener una doble identidad, eran por naturaleza infieles a la autoridad española. A la paranoia se sumó la desconfianza a la religiosidad popular en los dominios de los Curacas en el Ande, al que se sospechaba de que había algunos nobles incas no eran auténticos cristianos y habían caído en el Sincretismo religioso con la idolatría pagana. Sin embargo, los nobles incas electores harían todo lo posible por demostrar su lealtad a España y devoción católica, pero la Rebelión de Túpac Amaru II le daría mayor popularidad a los funcionarios españoles que deseaban abolir la Nobleza incaica.
Posteriormente fueron suspendidos y fueron perdiendo gradualmente su importancia debido a las represalias que tomó el gobierno virreinal contra los nobles indígenas en general, figuras como José Antonio de Areche, Benito de la Mata Linares, Vicente Ore, Juan Bautista, Jiménez Villalba, etc buscaban conseguir la abolición de la nobleza indígena y de sus instituciones, a la que consideraban un estorbo para la modernización buscada por las Reformas borbonicas en busca de una nación unificada y centralizada, así como por sus múltiples irregularidades y fraudes.

"Había en esta ciudad una cuadrilla de indios que se decían nobles electores, como si estuviéramos en el Sacro Imperio, imbuidos de su descendencia de los antiguos Emperadores Ingas atribuiendose cada uno arbitrariamente la que le acomodaba."
Mata Linares, 1784

El magistrado Mata Linares a través del corregidor Matias Baulen solicitó a los Incas Electores presentar sus títulos y documentos acreditados por el gobierno virreinal para permitirles seguir realizando sus operaciones institucionales. No lograron presentar tales documentos, por lo que gradualmente varios nobles serían impedidos de participar en la elección y estarían perdiendo sus privilegios al no poder demostrar su abolengo.

“En pura inteligencia de que en cumplimiento de mi obligación devo abolir el abuso de que se incorporasen entre los electores propietarios que gosan de este honor o título en forma los que fraudulentamente se introducían al uso de votar sin haber ocurrido a la superioridad a conseguir su despacho, haciendo constar la legitimidad de sus personas y calidades prescriptas para probar la descendencia que se atribuye pues careciendo de estos requisitos ni ellos se podía llamarse electores ni yo operando justamente consentir que votasen. Por tanto es impedir la continuación de hechos voluntarios contra derecho y de puro capricho parece que lejos de llamar expoliación se debe tener por efecto laudable de mi versión pues fui mirar en el mismo mandato por la autoridad que corresponde al Superior Gobierno de donde ande dimanar la provisiones y títulos de esta especie y lo contrario será hacerme culpado por condescendiente en un abuso que necesitaba eliminarse”
Matias Baulen, 1784

Frente a ello, los Incas denunciaron, ante el corregidor Matías Baulen, al abogado de los Betancur Túpac Amaru (el español Vicente García Rodríguez) por fraude y robo en el año 1783-1785, aludiendo que estaba utilizando el nombre de la institución para "fines maliciosos" con "falsos informes", que dicho abogado había extraído, de las dependencias del Consejo, los archivos correspondientes a los años 1595 - 1739 - 1676 y 1685 -1780, extraviando varios documentos importantes (Vicente habría hecho esto para así introducir a la persona de Don Diego Tupac Amarú para ser uno de los Electores del Cabildo de los 24, eliminando documentos que perjudicasen sus ambiciones).

“Y respondieron algunos de los indios concurrentes que Don Vicente José García les estrajo sus papeles fingiendo ser apoderado de ellos y figurando ser su mujer descendiente de Tupa Amaro y prometiendoles ser su defensor, y que sin duda llevaría los títulos y constando por diligencia lo expuesto se les notificó en el mismo acto que para el año subsecuente precisamente avian de presentar los títulos con apercibimiento de que en su defecto no votarían sino únicamente los que efectivamente los manifestasen para comprobar ser legítimamente electores y tener derecho a sufragar sus votos.”
Matias Baulen, 1785

Sin embargo Vicente García Rodríguez se libraría de las acusaciones gracias a sus influencias en el Cuzco y a sus partidarios dentro del mismo Consejo, puesto que hábilmente preparó un monumento para presentarlo ante la Real Audiencia de Lima, con el objetivo de pedir al mismo virrey Teodoro de Croix el restablecimiento del Alferazgo Real de los Incas, pero con la documentación que él había elaborado y que comprendía los años 1595-1780, donde mediante fraudes legitimaba la ascendencia incaica y servicios de los Betancur Túpac Amaru, así como de sus afines (amigos y aliados).
Algunos miembros apoyaron a Mateo Pumacahua y los Angulo en la Rebelión de 1814, otros a las políticas contrarrevolucionarias del virrey José Fernando de Abascal, pero no tuvieron un papel relevante en las Guerras de Independencia de la década de 1820, manteniéndose ajenos, neutrales y con algunos miembros que colaboraron tanto con realistas como con independentistas.
Tal apatía e indiferencia a la Independencia del Perú se pudo deber a que se desatendían con los proyectos liberales, sobre todo de corte constitucionalista. En gran medida porque el liberalismo español de la Constitución de Cádiz quiso generar “un cambio sustancial en la representatividad y escenificación pública de las diferencias étnicas” con su proyecto de un nuevo ayuntamiento constitucional en una sola corporación para españoles e indios, en vez de existir un Cabildo colonial distinto para la República de indios (el Alférez Real de los Incas) y otro para la República de españoles. Entonces, los realistas liberales (que gobernaban en el Trienio Liberal a través de José de la Serna) no tenían el más mínimo interés por mantener las tradiciones estamentales, sobre todo en cuanto al privilegio que tenían los nobles incas electores en el tradicional cabildo de indios, sino que buscaban homogeneizar las instituciones bajo el amparo de la Igualdad ante la ley, por el que la representación debía ser en un solo gobierno nacional, ya que todos serían ciudadanos de una misma Nación política “por la constitución son españoles todos los hombres libres nacidos y avecindados en territorio español sin distinción alguna”, por lo que también se anulo las instituciones de la Protectoría de indios, basado en que la Monarquía Hispánica era un conjunto de naciones unidas por el pacto con el Rey. Aquellas reformas liberales fueron un golpe duro a está institución de la Nobleza inca, en tanto que “situaba en igualdad de derechos al común de los indios, aboliendo de forma implícita el gobierno de tipo señorial que presuponía el cacicazgo”.
La última reunión del Consejo se dio en el año 1824, bajo la gestión del abogado y Procurador de los Naturales Dr. Don Luis Ramos Titu Atauchi Inca Álvarez, donde los Incas Electores reconocen la Independencia del Perú.

### Disolución
Un primer intento de Disolución se dio con el Protectorado de San Martín, en donde si bien en un inicio quería favorecer a los Monarquistas peruanos, se había dejado claro que los títulos que se mantuvieron como "títulos del Perú" no incluían a la nobleza Indígena, solo a los nobles españoles y criollos titulados que firmaron la declaración de Independencia. Aquello se evidenciaría en la relación que hace el marqués Torre-Tagle, en el que no figura ningún título indígena. Además que, en el juramente de la independencia del 8 de enero de 1821 por Torre Tagle en Trujillo, se dio la exclusión de representantes indígenas del Cabildo de Naturales y de curacas famosos en las poblaciones rurales, como Manuel Anselmo Carhuaguatay, e incluso se ignoró la solicitud de la nobleza indígena de la región de Cajamarca para participar en el proyecto monárquico de José de San Martín y Bernardo de Monteagudo a través de proponer al cacique Manuel Soto Astopilco (cacique principal de las Siete Huarangas de la provincia y descendiente de Atahualpa) como posible Rey del Perú. Aquello dejó entrever de manera tácita que el movimiento liberal sanmartiniano podía concluir en un gobierno monárquico, o quizá republicano, pero en cualquiera de los casos, sería dirigido por la elite de criollos y no por indígenas, por más señoriales y de regias prosapias que pudiesen hacer ostentación, incluso anhelando la venida de un Rey Europeo nada familiarizado con los nobles incas. Fue por ello que los titulos del Perú (de la nobleza criolla) ya habían sido disueltos con la Constitución Política de la República Peruana de 1823 (desconociendo de paso la legalidad del Consejo de Nobles Incas Cusqueños), mientras que los títulos indígenas sobrevivieron en la resistencia del Virrey José de la Serna en el Cusco hasta 1824, año en que entró Simón Bolívar.
En cuanto a la postura de los Incas del Cuzco sobre la entrada de Bolívar al Cusco tras las Campañas del Sur, se mantuvo dividía con respecto a su persona, la gran mayoría lo vieron mal y con cierto recelo, pero un pequeño sector lo consideró como al "Libertador" de las profecías del Inkarri (los cuales recibieron harta propaganda de Bolívar, como las arengas de José Domingo Choquehuanca, Juan Túpac Amaru o J. Pomayalli Quespe donde Lisonjeaban al caudillo venezolano).

"De Manco Cápac al Libertador Simón Bolívar:
Desde la tumba, ilustre regenerador de mi patria, vengador de la sangre de mis hijos, yo Manco Cápac te saludo. El profundo sueño de 7 siglos ha sido agradablemente turbado por la trompa que proclama tu nombre. El sol mi padre, el padre de la luz, el dios del día brilla, me parece, con más esplendor que en los años de mi gloria, porque se complace de tus hazañas. Yo con dolor vi mi trono subvertido, mi imperio desolado, mis súbditos encadenados, mi hijo, mi amado Atahualpa. La víctima de un verdugo. Que de crímenes se asociaron al nombre horrendo de Pizarro. Aún ahora me lleno de amargura de recordarlo.
En fin, 3 siglos de ignominia son testigos del más horrible despotismo. Más debían de cumplirse […] Te vi, increíble, te vi vencer. Después, entre los padres conscritos de tu patria, me asombre al verte presentar un código de bien, de libertad. Bolívar, Bolívar… Acepta oh Libertador mi gratitud. La sangre infame de los españoles ha embrutecido a la de mis descendientes… Disimula ahora oh Bolívar; y oye la voz del padre de los Incas… Adiós, la lámpara de mi gloria se extingue. Vuelvo a mi reposo dejando a mi Perú descansando, oh Libertador, a la sombra de tus laureles."
Pomayalli; Manco Cápac, 1825

Sin embargo, el dictador del Perú, Simón Bolívar, abolió los privilegios de los nobles incas (según decreto de junio de 1825), y con la Constitución de 1826 se dieron por abolidos los “antiguos cabildos e instituciones” virreinales. Propuestas de disolver la institución habían recibido el apoyo de políticos como Salazar y Baquijano, Bernardo de Monteagudo, Rivagüero, Andrés de Santa Cruz, Hipólito Unanue, etc. Cuando esta institución comenzó a desaparecer, con ella se perdería el registro de los descendientes directos de la Casa real incaica, perdiéndose, por lo tanto, los vestigios de los descendientes de los Incas que forjaron el Tahuantinsuyo.

Decreto: Que ningún individuo del Estado exija directa o indirectamente el servicio personal de los peruanos indígenas, sin que preceda un contrato libre del precio de su trabajo. Que la igualdad entre todos los ciudadanos es la base de la Constitución de la República; que esta igualdad es incompatible con el servicio personal que se ha exigido por fuerza a los naturales indígenas, y con las exacciones y malos tratamientos que por su estado miserable han sufrido éstos en todos tiempos por parte de los jefes civiles, curas, caciques y aun hacendados
Bolívar, 1825

El estandarte de los nobles electores del Cusco se lo quedaría Simón Bolívar por medio de Antonio José de Sucre. A pesar de la instauración de la república, la nobleza indígena se resistió a perder su modo de vida, por lo que se adaptaron y asimilaron nuevos mecanismo que les permitieran seguir manteniendo su estatus, como participar del sistema del gamonalismo aliándose con los criollos. Su vida pública se puede rastrear hasta 1839, donde recibieron al presidente Agustín Gamarra.

## Intento de reconstitución
El Consejo se restituyó de dudosa manera en el siglo XXI, en época republicana, por un grupo de aparentes descendientes de Huiracocha Inca, Huayna Cápac, Quizu Yupanqui, Tito Atauchi, Paullu Inca y Pumacahua, quienes nombraron a la nueva institución como “Consejo de los 4 Electores Incas del Cuzco”, quienes nombraron a la nueva institución como “Consejo de los 4 Electores Incas del Cuzco”, otorgando títulos y condecoraciones a ciudadanos peruanos y extranjeros afines a su causa, como al investigador neerlandés Ronald Elward Haagsma en busca de los genes incas, o al escritor Demetrio Tupayupanqui por su traducción de la obra El Quijote al quechua. Incluso habrían logrado la restitución formal del Alférez Real de los Incas desde el 2021, eligiendo en 2023 a Juan Sebastián Velásquez Peláez, de la Panaca Atayupanqui-Pachacutec, como su alférez actualmente. Otras instituciones existentes relacionadas son la de la ‘Panaca de Atawyupanqui Pachacuti’ y la ‘Panaca Sinchi Roca’; también existen los ‘Tisoc’ (herederos de Inca Lloqe Yupanqui), pero estos últimos no han querido usar el título "panaca".
Posteriormente en la década del 2010 y principios del 2020 fueron añadiendo a más miembros y restituyeron oficialmente el "Consejo de los 24 Electores Incas del Cuzco" como una organización civil y cultural, tomando como base la tradición oral de sus respectivas familias, documentos virreinales de los siglos XVIII-XIX y documentos republicanos de los siglos XIX-XX, además del trabajo de Ronald Elward y un estudio de mapeo genómico y genético de la USMP.

### Cuestionamientos en el mundo académico
Frente a esto, los historiadores Rocío Quispe-Agnoli y Mario Jaramillo se han mostrado algo escépticos a proyectos de reconstitución, señalando en el 2021 que::

"Yo dudo, para mi no hay suficiente evidencia. No quiero ofender a nadie. Es interesante que quieran identificarse como descendientes de un linaje inca, todavía tiene un prestigio, pero no tiene ningún poder. Es prestigio simbólico, de un pasado totalmente idealizado que ya no existe. Los incas puros ya no existen, somos todos mestizos"
Rocío Quispe Agnoli

"yo dudo, para mí no hay suficiente evidencia […] Legalmente los descendientes dejan de existir con el fin de la colonia. No puedes firmar, ni marcar en tu documento 'yo soy' descendiente directo, luego de las independencias" basándose en los trabajos de Ella Dunbar Temple, entre otros autores, donde se pone en tela de juicio a la descendencia de los soberanos Incas y de otros nobles indígenas, debido a los fraudes documentales del periodo virreinal que se fueron descubriendo en los siglos XIX y XX, aquellos que se daban regularmente por casos de homonimia y suplantación de identidades.

“las falsificaciones testimonian el aprecio por los escudos, tras los cuales subyacía fervientemente la pretensión de simular nobleza. También se ha concluido como la reelaboración de reales cédulas, transmisiones orales y documentos pictográficos, se realizó con el propósito de engrandecer una figura […] al que se le hacía poseedor de un gran imperio que seguramente nunca tuvo. El objetivo debió ser la obtención de ciertas prerrogativas reales”.
Mario Jaramillo, 2021